# Język abazyński
Język abazyński (abazyjski, abaza) (абаза бызшва / abaza byzšwa) – język kaukaski, używany przez Abazynów.
Język ten, wraz z językami abchaskim, adygejskim, kabardyjskim oraz wymarłym już ubyskim należy do północno-zachodniej (abchasko-adygejskiej) grupy języków kaukaskich.
Językiem tym posługuje się blisko 50 tys. osób, głównie w Karaczajo-Czerkiesji, a częściowo także w Turcji. W zależności od kraju w użyciu są także języki rosyjski i turecki. W Rosji abazyński jest lepiej zachowany niż w Turcji. Abazyński jest blisko spokrewniony z abchaskim.

## Dialekty
Wyszczególnia się trzy dialekty: tapanta (który stał się podstawą języka literackiego), aszchara (aszkaraua) (stosunkowo bliski językowi abchaskiemu) i bezszagh i pięć subdialektów: psyż-krasnowostocki, apsua, kubińsko-elburski, kuwiński i abazaktycki.
Niektóre dialekty są częściowo wzajemnie zrozumiałe z językiem abchaskim.

## Fonetyka
Język abazyński jest językiem spółgłoskowym, posiadający zaledwie dwie samogłoski: ‘a’ oraz ‘y’. Dzięki asymilacji obydwie podstawowe samogłoski mogą być wymawiane jako zbliżone do ‘e’, ‘o’, ‘i’ bądź ‘u’.

## Składnia i fleksja
Język abazyński to język aglutynacyjny. W skład orzeczenia może wchodzić dwa lub więcej prefiksów osobowo-zaimkowych, przedrostki miejsca, a także sufiksy wyrażające różne odcienie działania lub stanu. Szyk wyrazów: podmiot, dopełnienie bliższe, orzeczenie (zob. też SOV). Szyk prefiksów osobowo-zaimkowych w orzeczeniu zmienia się w zależności od przechodniości lub nieprzechodniości czasownika.
Czasownik posiada skomplikowany system czasów, odmian i znaczną liczbę prefiksalnych kategorii gramatycznych (m.in. causativum).
Wśród zaimków osobowych i prefiksów osobowo-zaimkowych wyróżnia się czasami trzy grupy (męskie, żeńskie oraz rzeczowe lub zjawisk przyrody), czasami zaś tylko dwie: ludzie oraz rzeczy (wraz ze zjawiskami przyrodniczymi).
Rzeczownik posiada kategorię określoności, nieokreśloności oraz pojedynczości. Przy braku przypadków, wyrażających stosunki składniowe (np. mianownika, ergatywu itp.), w abazyńskim istnieją zaczątki oddzielnych form przypadkowych. Funkcję zdań podrzędnych spełniają przede wszystkim konstrukcje imiesłowowe.

## Pismo
Teksty w języku abazyńskim były w latach 1932–1938 zapisywane łacinką, później cyrylicą.
Abazyni mieszkający w Turcji posługują się łacinką do dzisiaj.
Współczesny alfabet abazyński:
| А а     | Б б     | В в     | Г г     | Гв гв   | Гъ гъ | Гъв гъв | Гъь гъь | Гь гь   | ГӀ гӀ | ГӀв гӀв | Д д   |
| Дж дж   | Джв джв | Джь джь | Дз дз   | Е е     | Ё ё   | Ж ж     | Жв жв   | Жь жь   | З з   | И и     | Й й   |
| К к     | Кв кв   | Къ къ   | Къв къв | Къь къь | Кь кь | КӀ кӀ   | КӀв кӀв | КӀь кӀь | Л л   | Ль ль   | М м   |
| Н н     | О о     | П п     | ПӀ пӀ   | Р р     | С с   | Т т     | Тл тл   | Тш тш   | ТӀ тӀ | У у     | Ф ф   |
| Х х     | Хв хв   | Хъ хъ   | Хъв хъв | Хь хь   | ХӀ хӀ | ХӀв хӀв | Ц ц     | ЦӀ цӀ   | Ч ч   | Чв чв   | ЧӀ чӀ |
| ЧӀв чӀв | Ш ш     | Шв шв   | ШӀ шӀ   | Щ щ     | Ъ ъ   | Ы ы     | ь       | Э э     | Ю ю   | Я я     |       |

Kod SIL języka abazyńskiego to ABQ. Abazyński nie posiada w systemie ISO 639 żadnego oddzielnego kodu, lecz w ramach tego kodu jest oznaczony wspólnie z innymi językami kaukaskimi jako cau.